# Сивохо Сергій Анатолійович
Сергі́й Анато́лійович Сиво́хо (8 лютого 1969 , Донецьк  — 17 жовтня 2023 , Німеччина ) — український гравець КВК, актор, телеведучий, продюсер, шоумен. Був творчим директором українських телерадіокомпаній.
Був кандидатом у народні депутати від партії «Слуга народу» на виборах 2019 року, але офіційно безпартійний. Був креативним продюсером студії «Квартал 95».

## Життєпис
Народився 8 лютого 1969 року в Донецьку. Навчався у місцевій школі. Захоплювався історією, документальними есе, читав фантастику, закінчив музичну школу, вивчав гру на баяні. Під час навчання в школі також здобув фах «водій-автомеханік», навчався у слюсаря-деревопротезиста, вивчаючи майстерність створення протезів на ортопедичному заводі.
Військову службу проходив в будбаті, де освоїв спеціальність «оператор підйомно-козлових пристроїв».
Після армії, Сергій Сивохо закінчив Донецький політехнічний інститут за фахом інженер-металург («обробка металів тиском»). Трохи пізніше отримав другу освіту за напрямом «економіст-юрисконсульт». Закінчив навчальний заклад за фахом «Менеджмент організацій».
Із дружиною Тетяною, ведучою телевізійних новин, познайомився під час зйомок на ТБ. Син — Савва Сивохо.
Помер вранці 17 жовтня 2023 року у Німеччині на 55-ому році життя від хронічної хвороби легень.
Похований у тимчасово окупованому місті Донецьку.

### КВК
Кар'єру у Клубі веселих і кмітливих почав з виступів під час навчання у Донецькому політехнічному інституті. Збірна ДПІ була організована 1989 року. За участю Сергія Сивохо, команда ДПІ двічі зіграла в фіналі на чемпіонатах, проте переможцями так і не стала.
Сивохо здобув широку популярність по всьому СРСР, став одним з кращих гравців КВК наприкінці 1980-х — початку 1990-х років. Він першим показав в КВК музичну пародію — показував Луї Армстронга, Сергія Крилова, Володимира Преснякова-молодшого, Сергія Челобанова та інших.
1993 року Збірна ДПІ об'єдналася з Єкатеринбурзькою командою УПІ, в результаті чого з'явилась команда «Дрім-Тім», яка зіграли у Вищій лізі КВК 4 гри. Сивохо брав участь у Збірній СНД та Збірній XX століття.

### Радіо і телебачення
У 1990 році Сивохо здобув нагороду кращого шоумена «Останкіно».
Був співвласником і продюсером донецької радіостанції «Мега-радіо». Певний час вів програми на цьому радіо. Вів телепрограми «Раз на тиждень» (РТР, ТВ-6 Москва), «Біс» (ТВ-6 Москва), «Як стати зіркою! (1+1, ТВ-6 Москва)», «Прихована камера (1+1 та СТС)», «Моя хата скраю» на телеканалі «Інтер». Брав участь в телепередачах «Раз на тиждень» і «ОСП-Студія».
У 2009—2010 роках знімався в гумористичній передачі «На кухне.tv».
Протягом 2011—2013 років Сергій Сівохо був креативним продюсером програми «Велика різниця по-українськи».
В тому ж році був капітаном команди телеканалу «Інтер» в проєкті «Що? Де? Коли?» та ведучим програми «Вирваний з натовпу» на тому ж каналі.
У 2015—2017 та 2019 роках був членом журі проєкту «Ліга сміху» (1+1)
З 2015 року був ведучим програми «Кто пришел к Сивохо?» на Радіо П'ятниця.

## Політика
У 2014 році брав участь в акціях Антимайдану на боці Партії регіонів проти Революції гідності. На президентських виборах 2019 року підтримував кандидата Зеленського.
У 2019 році балотувався від партії «Слуга народу» (округ № 49 Костянтинівка та Дружківка, Донеччина), посів 3 місце, пропустивши вперед мера Дружківки Валерія Гнатенка («ОПЗЖ») та Бориса Колеснікова (Опозиційний блок). Під час передвиборчої кампанії київська PR-компанія Pragmatico, пов'язана з Медведчуком, отримувала замовлення писати від імені ботів коментарі у Facebook на підтримку Сивохо. Проводив із політичним консультантом «команди Зеленського» Дмитром Разумковим круглі столи щодо «реінтеграції та відновлення» Донбасу.
З 21 жовтня 2019 по березень 2020 року був одним із 11 позаштатних радників на громадських засадах секретаря РНБО Олексія Данилова.
7 січня 2020 року брав участь у телемарафоні «Різдво. Люди замість війни. Діти Донбасу», що проводив проросійський телеканал 112 Україна. Крім нього, участь брали лідер гурту «Брати Карамазови» Олег Карамазов та оперний виконавець Володимир Гришко, що мають проросійські погляди.
17 лютого 2020 року Сергій анонсував запуск «платформи примирення та єдності», яку презентували 12 березня. На презентації сталась сутичка Сивоха з ветеранами батальйону «Азов».

## Родина
- Батько — Анатолій Феодосійович Сивохо
- Мати — Світлана Олексіївна Сивохо
- Дружина — Тетяна, колишня телеведуча
- Син Савва Сергійович Сивохо, 2000 р.н.[22]

## Фільмографія
- 1990 — «Імітатор» — актор у сцені з Дикого Заходу
- 1991 — «Капітан Крокус» — Бувалий
- 1995 — «Об'єкт J» — Андрій
- 2001 — «FM і друзі» — ведучий (20-а серія)
- 2001 — «Комедійний квартет»
- 2001 — «Писаки» — Сергій Анатолійович, продюсер
- 2004 — «Алі-Баба і сорок розбійників» — тесть Алі-Баби
- 1998—2005 — «33 квадратних метри» — Сергій Анатолійович, сусід по дачі
- 2005 — «Моя прекрасна нянька» — Сергій Сивохо (камео)
- 2006 — «Богдан-Зиновій Хмельницький» — полковник Заславський
- 2007 — «Один у Новорічну ніч»
- 2008 — «Щасливі разом» — ведучий дитячої програми
- 2014 — «В Москві завжди сонячно» — Кіндрат